# Усман Камара (футболіст, 2001)
Усман Камара (фр. Ousmane Camara, нар. 3 листопада 2001, Конакрі) — гвінейський футболіст, нападник французького «Осера» і національної збірної Гвінеї.

## Клубна кар'єра
Народився 3 листопада 2001 року в Конакрі. Вихованець футбольної школи французького «Осера».
У дорослому футболі дебютував 2019 року виступами за другу команду французького клубу, в якій провів чотири сезони, взявши участь у 56 матчах чемпіонату. У складі другої команди «Осера» був одним з головних бомбардирів команди, маючи середню результативність на рівні 0,48 гола за гру першості.
У сезоні 2022/23 дебютував в іграх на рівні Ліги 1 за головну команду «Осера».
Протягом першої половини 2024 року грав в оренді за друголіговий «Ансі». 

## Виступи за збірні
З 2023 року залучається до складу молодіжної збірної Гвінеї. На молодіжному рівні зіграв у 7 офіційних матчах, забив 3 голи.
2024 року дебютував в офіційних матчах у складі національної збірної Гвінеї.
Того ж 2024 року був включений до заявки олімпійської збірної Гвінеї для участі у футбольному турнірі на тогорічних Олімпійських іграх у Парижі.
| Дата      | Місто       | Господарі | Результат | Гості    | Турнір            | Голи | Примітки |
| --------- | ----------- | --------- | --------- | -------- | ----------------- | ---- | -------- |
| 10-6-2024 | Ель-Джадіда | Гвінея    | 2 – 4     | Мозамбік | Відбір до ЧС 2026 | -    | 84'      |
| Усього    |             | Матчів    | 1         |          | Голів             | 0    |          |